# Vagrant Story
Vagrant Story (jap. ベイグラントストーリー Beiguranto Sutōrī) – gra wydana przez firmę Square (obecnie Square Enix) w 2000 roku początkowo na konsolę PlayStation, następnie na platformy PlayStation 3 oraz PlayStation Portable. Zespół odpowiedzialny za tworzenie gry to ludzie wcześniej związani z projektem Final Fantasy Tactics, a następnie pracujący nad Final Fantasy XII. Najważniejsze osoby to Yasumi Matsuno (producent, projektant grafiki), Akihiko Yoshida (projektant tła i grafiki), Hiroshi Minagawa (projektant grafiki) i Hitoshi Sakimoto (muzyka).

## Miejsce akcji
Starożytne państwo, dotąd żyjące w pokoju. Lea Monde, stolica potężnego kraju, którego mieszkańcy przez 2000 lat pewnie stąpali po ziemi. Miasto jest otoczone mocnymi fortyfikacjami. Nad jego centrum góruje Wielka Katedra, która niesie ze sobą ducha dawnych mieszkańców krainy. Jednak długa i wspaniała historia ma tragiczne zakończenie. Wielkie trzęsienie ziemi rujnuje wiele domostw i grzebie ich mieszkańców. Ale życie powraca do miasta. Nadludzka moc drzemiąca w zakamarkach ponurych lochów wskrzesza przerażający pomiot. Stare, zapomniane uliczki i korytarze, zaczynają patrolować grupy żołnierzy, kiedy w starych, posępnych podziemiach legiony szkieletów i hordy bestii obejmują już warty. Żądne krwi upiory i demony opuszczają swoje groby, a żywe zbroje ostrzą swoją broń.

## Główne postacie
- Ashley Riot – członek elitarnej jednostki wojskowej, która zajmuje się wyszukiwaniem i niszczeniem wszelkiej przestępczości.
- Callo Merlose – partnerka Ashleya, która należy do wywiadowczej jednostki VKP. Callo zajmuje się gromadzeniem informacji na temat zorganizowanej przestępczości w Valendii.
- Sydney Losstarot jest przywódcą pradawnego wyznania Müllenkamp. Lider kultu zajmuje twierdzę Graylands, w której więzi członków rodziny księcia Bardorby.
- Romeo Guildenstern – dowódca oddziału The Knights of the Cross, który został wysłany do zamku w celu zaprowadzenia porządku.
- Jan Rosencrantz jest członkiem jednostki wojskowej Riskbreakers. Zostaje wysłany jako wsparcie dla agenta Riota.
- John Hardin – prawa ręka przywódcy Müllenkamp, równie potężny jak Sydney, ale działający z dystansem.

## Twórcy gry
- Yasumi Matsuno: Producent, design walk
- Jun Akiyama: Projektant wydarzeń
- Akihiko Yoshida: Pojektant postaci i grafiki
- Hiroshi Minagawa: Projektant grafiki
- Jiro Mifune: Efekty
- Eiichiro Nakatsu: Modelowanie postaci
- Tsunataro Yoshida: Design ruchu
- Taku Murata: Główny programista
- Hitoshi Sakimoto: Kompozytor

Tłumaczeniem gry na język angielski zajmował się Alexander O. Smith.